# Carlos Alfredo D'Amico
Carlos Alfredo D'Amico (Argentina, 1839 - íd., 1917) fue un abogado, político y escritor argentino, destacado por haber sido gobernador de Buenos Aires entre 1884 y 1887. 
D'Amico se recibió de abogado e inició su carrera política en su juventud, siendo partidario de Adolfo Alsina y colaborador de El Nacional. Antes de convertirse en gobernador de la Provincia de Buenos Aires, fue ministro de la misma y senador nacional representándola.
En 1884 fue elegido gobernador, sucediendo a Dardo Rocha en el cargo y siendo su vicegobernador Matías Cardoso. Durante su gobierno tuvo lugar la sanción de la Ley Provincial Nº1810, el 5 de marzo de 1886, por la cual se reglamentaban las actividades de los municipios, estableciendo la creación de un Poder Ejecutivo unipersonal ejercido por un intendente, y un Poder Deliberativo compuesto por concejales que conforman el Concejo Deliberante. El día 18 de marzo de ese año, D'Amico reglamentó dicha ley y dispuso que él mismo nombraría a los intendentes de algunos municipios dejando sujeto a votación sólo la elección de los concejales. Los municipios cuyos intendentes él designó son Carmen de Areco, Arrecifes, Rojas, Nueve de Julio, Veinticinco de Mayo y Junín. Su mandato finalizó en 1887. Durante su gobierno se desató una fuerte crisis presupuestaria y financiera en la provincia.
Su gobierno se vio jaqueado por las acusaciones de corrupción que cundieron contra su gobierno, basadas sobre todo en la concesión de obras a empresas cercanas a familiares y miembros del gobierno, el derroche en gastos considerados superfluos y el exceso del gasto público.
En marzo de 1885 fue sancionada por la legislatura, una ley que autorizaba al gobernador a emitir 47 millones de pesos oro sellado en fondos públicos para sanear las finanzas. Sin embargo tras tres años el peso de intereses de la deuda provincial ahogaban las finanzas públicas debiendo declarar la provincia en bancarrota en tres ocasiones 1885 1886 y 1887.
Posteriormente viajó a México. Regresó a la Argentina en 1904. Murió en 1917.

## Publicaciones
D' Amico publicó en 1890, meses después de la Revolución del Parque, un libro denominado Buenos Aires, sus hombres, su política (1860 - 1890) bajo el seudónimo de Carlos Martínez. En esta obra el autor hace un relato minucioso y referenciado de la política entre dichos años, denunciando hechos como: oscuras negociaciones, elecciones fraudulentas, gobierno dominado por la clase social aristocrática, nula participación del pueblo en la vida política, un círculo cerrado de amigos que se sucedían en el poder, etc. A su vez, dedica varias páginas a la entonces reciente Revolución del Parque, y, sin buscarlo, enumera una por una las causas de la misma en las "denuncias" mencionadas anteriormente. El libro se agotó rápidamente ni bien salido a la venta, transformándose en una especie de best-seller.